# Жоаннар, Жюль-Поль
Жюль-Поль Жоаннар (фр. Jules-Paul Johannard; 14 декабря 1837, Бон — 1892, Лондон) — французский революционер-социалист, активный участник и один из руководителей Парижской коммуны.

## Биография
Один из создателей 1-го Интернационала, в 1868—1869 годы член его Генерального совета, вел его дела по Италии (секретарь-корреспондент). В 1870 году вошёл в состав Федерального совета парижских секций. В том же году был арестован и за революционную деятельность приговорён к тюремному заключению и крупному штрафу.
С момента создания Парижской коммуны принимал участие в её работе. 16 апреля 1871 года был избран жителями 2-го парижского округа членом Коммуны. 21 апреля вошёл в состав Комиссии внешних сношений Коммуны, 16 мая был назначен комиссаром в одну из её армий. После падения Коммуны был заочно приговорён к смертной казни.
Вынужденный уехать в Англию, продолжал свою работу в 1-м Интернационале. В 1872 году принимал участие в работе его Гаагского конгресса. В том же году стал членом Генерального совета Интернационала.